# Dos Pistolas Kid
Dos Pistolas Kid (en inglés: Two-Gun Kid) es el nombre de dos personajes de wéstern que aparecen en los cómics estadounidenses publicados por Marvel Comics. El primero, Clay Harder, se introdujo en un cómic de 1948 por el predecesor de Marvel, Timely Comics. El segundo, Matt Hawk (mucho más tarde renombrado a Matt Liebowicz por retrocontinuidad), fue introducido en 1962 y ha continuado en la década de 2010. El último chico es el más conocido, gracias principalmente a su relación con la continuidad del Universo Marvel, pero Clay Harder Kid disfrutó de un período de 14 años en cómics.

## Historia de la publicación
La serie titulada Dos Pistolas Kid corrió en dos partes, a partir de 1948-1949 y luego desde 1953 hasta 1977. Clay Harder debutó en Dos Pistolas Kid # 1 (marzo de 1948). Él era el segundo personaje de wéstern de Marvel con una serie, después de Masked Raider, que había aparecido en Marvel Comics # 1 / Marvel Comics Mystery # 2-12 (octubre 1939-octubre 1940). Two-Gun Kid fue la primera serie de wéstern de la editorial, con una duración de diez números. 
El personaje se trasladó a la Atlas Comics en Wild Western, compartiendo el título con otros caracteres occidentales como Kid Colt y el Jinete Negro. La versión Harder había aparecido esporádicamente hasta 1962, Joe Sinnott es el último artista para dibujar el original Dos Pistolas Kid sobre una base regular.
En noviembre de 1962 se hizo un Retconned en Two-Gun Kid # 60, convirtiéndolo en un personaje de novela barata que había inspirado el segundo Dos Pistolas Kid, Matt Hawk / Liebowicz. Stan Lee y Jack Kirby, creadores de los Cuatro Fantásticos, inventaron el nuevo chico para hacer que el personaje se parezca a un superhéroe con una identidad secreta, con el fin de estimular las ventas para el título.
A partir de la edición # 93 (julio de 1970) en adelante, Two-Gun Kid era sobre todo un título de reimpresión. En un momento más adelante en la segunda serie, algunas de las aventuras de Kid original fueron retocadas para hacerlo parecer como el chico nuevo de reimpresiones. Las reimpresiones, incluyendo muchas historias dibujadas por Jack Kirby, también apareció en el título wéstern de 1968 a 1976, The Mighty Marvel. Una historia en la década de 2000 por retrocontinuidad estableció que el verdadero apellido de Matt es Liebowicz.

## Biografía del personaje

### Clay Harder
Clay Harder tiene el pelo rubio brillante y lleva un traje de color negro con una camisa cartel, un sombrero negro de ala ancha. Se empaca dos pistolas de cañón largo con cada uno de los cinturones de armas que se superponen.

### Matt Hawk/Liebowicz
Matt Hawk lleva un traje similar al de Clay, solo que con un chaleco de color naranja y negro con lunares, un sombrero de ala ancha ligeramente más estrecho, dos pistolas en el cinturón de pistola individual, y un antifaz negro que cubre la mitad superior de la cara.
En el Viejo Oeste,  Matt es un abogado de Boston, Massachusetts, quien se inspiró para luchar contra el mal como un enmascarado luchador contra el crimen del oeste americano del siglo XIX por las historias de ficción de Dos Pistolas Kid, Clay Harder. Después de ser entrenado en combate por el pistolero Ben Dancer, el personaje asume las identidades duales de Matt Hawk y Dos Pistolas Kid. Con su caballo Ciclón, su compañero "Boom Boom" Brown, y un par de pistolas, se convierte en uno de los héroes más prolíficos de Occidente, a menudo haciendo equipo con Rawhide Kid, Kid Colt, o el Phantom Rider. En una de sus primeras aventuras, Matt lucha contra un alien, y en otras salidas tempranas pelea contra supervillanos. Durante una aventura, es llevado hasta la actualidad a través de un viaje en el tiempo y se une a los Vengadores. Él lucha junto a ellos antes de salir a pasear a América, junto a su compañero de equipo Ojo de Halcón, y finalmente regresa a su propio tiempo, a veces haciendo un cameo en otros cuentos occidentales o historias de viajes en el tiempo.
En 1995 la miniserie Dos Pistolas Kid: Sunset Riders revela que Matt se había casado, solo que su esposa muere durante el parto, esta serie también revela que el chico había traído un arsenal de armas modernas desde el futuro. Más tarde la miniserie La Gloria del Fuego (2000) describe como el chico se retiró, irónicamente regresa a ser Clay Harder y trabaja como abogado a tiempo completo. Rawhide Kid lo convence de volver a la acción, pero Dos Pistolas Kid muere en batalla contra los racistas Nightriders mercenario, junto con sus viejos socios Kid Colt y Outlaw Kid.
Más tarde, She-Hulk, después de lidiar con la Autoridad de Variación Temporal, tiene la oportunidad de liberar a un Vengador que viaja en el tiempo fuera del limbo de continuidad. Ella elige a Dos Pistolas Kid. Se aclara que su naturaleza heroica le impide regresar a su propio tiempo, ya que inevitablemente trataría de arreglar las cosas.
En la actualidad, se entera de que sus anteriores encuentros modernos con los Vengadores han dado como resultado que su licencia de ley y otras parafernalia se mantengan en una caja de seguridad de los Vengadores. Una vez que se entera de que She-Hulk trabaja para una firma de abogados, Goodman, Lieber, Kurtzberg & Holliway, intenta convertirse en su colega. Llega a la conclusión de que nunca podrá ponerse al día con las leyes actuales y se convierte en un cazarrecompensas. Su primera captura es el supervillano Cañonero.
Durante un tiempo él trabaja con el Asombroso Androide que ha reformado y también es empleado de la firma. Liebowicz viaja con un ciclo de dos motores a reacción, donado por su amigo superhéroe Ojo de Halcón.
Durante el cruce de la historia de la compañía Civil War (2006–2007), Liebowicz se convierte en un cazarrecompensas y trabaja junto a She-Hulk, ayudándola a detener prisioneros. Posteriormente lo envían a Arizona para dirigir el equipo de Desert Stars de la Iniciativa de los Cincuenta Estados. En esta capacidad se lesiona en Avengers: The Initiative # 16 (2008), pero es recuperado por Avengers: The Initiative Special # 1 (2009).

#### El Proyecto Marvel
En The Marvels Project, Dos Pistolas Kid es visto como un paciente anciano del Dr. Thomas Halloway. Él cautiva a Halloway con historias de la venidera "Age of Marvels", que detalla las hazañas de los Vengadores y otros héroes modernos de Marvel. Halloway cree que las historias de Hawk / Liebowicz son fantasías generadas por su avanzada edad y senilidad. Después de que Hawk fallece, Halloway se entera de que Hawk le legó su máscara y sus armas, inspirándolo para convertirse en el superhéroe Angel. En el epílogo de la edición final, Hawk, ahora conocido como Matt Hawkins, es visto en la actualidad como un hombre joven, acompañando a Steve Rogers (Capitán América) a la casa del nieto de Halloway, Jason, para legar una vez más la máscara y las armas, así como el diario de Halloway, con la esperanza de que Jason siga los pasos de su abuelo.
El personaje aparece en la miniserie de 2010 Rawhide Kid: The Sensational Seven.

## Otras versiones
Una nueva versión moderna del personaje, un adolescente, protagoniza la miniserie de cinco números Six Guns (número 1-4 con fecha de enero a marzo de 2012), del escritor Andy Diggle y el artista Davide Gianfelice, y también protagonizada por la mercenaria femenina Tarantula y las nuevas versiones contemporáneas de los héroes del Viejo Oeste de Marvel, Tex Dawson, también conocido como Western Kid; el Jinete Negro; y Matt Slade.